# Џад Трамп
Џад Трамп (енгл. Judd Trump; рођен 20. августа 1989, Бристол, Енглеска) је професионални играч снукера.

## Аматерска каријера
Био је У-13 и У-15 првак Енглеске, а са 14 година пласирао се и у полуфинале СП-а У-21. Такођер са 14 година постао је најмлађи играч у историји који је остварио максимални брејк на неком такмичењу, срушивши рекорд Ронија О'Саливана из 1991.

## Професионална каријера
У професионалце је прешао у сезони 2005/2006. и на Welsh Openu постао је најмлађи играч икад који се квалификовао за главни део неког рангирног турнира.
Трамп је 2007. постао и трећи најмлађи играч икад који се пласирао на СП (млађи од њега били су Стефен Хендри и О'Саливан, а на листи 17-годишњака који су се пласирали на СП налази се још и Лиу Ћихунг), победивши у последњем колу квалификација 10-5. У 1. колу играо је против светског првака из 2005, Шона Марфија, и изгубио 6-10, иако је водио 6-5.
Трамп није наставио у таквој форми у сезони 2007/2008, пласиравши се једино у 1/16 финала на Welsh Openu. Није се успео пласирати ни на СП 2008, након што му се Сваила реванширао у квалификацијама победивши га 9-10, иако је Трамп водио 9-7.
Ствари су се промениле у наредној сезони, у којој се Трамп пласирао у главни жреб на прва 4 турнира сезоне. На Гранд Прију је профитирао након што се с турнира повукао Грејм Дот. У 1/8 финала савладао је Џоа Перија 5-2, упркос томе што је признао да није играо добро и што је Пери осећао да је надиграо Трампа. Затим је дошла његова највећа побједа у дотадашњој каријери: савладао је О'Саливана 5-4 и пласирао се у полуфинале, у којем је ипак бољи био Хигинс 4-6. У квалификацијама за турнир у Бахреину победио је двоструког светског првака Марка Вилијамса. Такођер је освојио квалификациони турнир за Мастерс 2009, али га је већ у 1. колу поразио Марк Ален. Опет се није успео пласирати на СП, изгубивши у квалификацијама од Лија 8-10, иако је водио 6-3. Такође је приметио да Трамп није следио обичај извињавања приликом случајних убачаја и закључио: "Све што сам чуо о њему у посљедњих 5 година јест колико је добар. Данас је упропастио предност од 6-3 и надам се да ће бити запамћен по томе." Трамп је завршио сезону унутар топ 32 играча, први пут у каријери. Кратко време тренирао га је Тони Чапел.
Освојивши Лигу Шампиона 2009, Трамп се квалификовао за Премијер лигу те године. Победио је у 4 од 6 мечева, укључујући и победу 4-2 против О'Саливана, и завршио на 2. месту табеле. Ипак, у полуфиналу му се О'Саливан уверљиво реванширао (1-5).
Сезона 2009/2010. опет је донела пад у форми и резултатима на рангирним турнирима јер се није успио пласирати у главни жреб ни на једном од њих.

### 2010/2011.
У овој сезони дошао је до свог првог професионалног финала на рангирном турниру, и то на China Openu. Ту га је чекао Селби. На крају је Трамп славио 10-8, освојивши тако своју прву већу титулу и пробивши се међу топ 16 на листи најбољих снукераша. На путу до ове титуле постигао је и свој 100. такмичарски троцифрени брејк.
Трамп се већ био квалификовао за СП кад је освојио China Openu, а у 1. колу жреб му је доделио браниоца титуле, Аустралијанца Нила Робертсона. Трамп је, као и против Селбија, победио 10-8 и избацио светског првака већ у 1. колу. У наредним колима савладао је Мартина Голда (13-6), Дота (13-5) и Динга Ђинхуија (17-15), пласиравши се помало изненађујуће, али по приказаној игри сасвим заслужено, у своје прво финале СП-а. Противник му је био искусни Хигинс, иначе троструки светски првак. Иако је Трамп 3 пута имао предност од 3 фрејма (посљедњи пут код 12-9), на крају је Хигинс победио 15-18, поставши тако светски првак 4. пут у каријери.

### 2011/2012.
Сезону је почео поразом 3-5 од Марка Дејвиса у 1. колу Аustralian Opena. Ипак, ово разочарење ускоро је заборављено након што је освојио 2. турнир из PTC-серије те сезоне, победивши у финалу Ђинхуија 4-0. Након тога је изгубио 1-5 од Стјуарта Бингама у 1. колу Shanghai Mastersa. На 8. PTC-турниру у сезони дошао је до финала, у којем је бољи био Робертсон, али је тријумфовао одмах на следећем, у Антверпену, победивши у финалу О'Саливана 4-3 након тек нешто мало више од једног сата игре. Након посљедњег, 12. РТС-турнира, завршио је на 1. месту Ранг листе, чиме се квалификовао за финални РТС-турнир за ову сезону.
11. децембра Трамп је освојио свој други рангирни турнир у каријери, и то Шампионат Уједињеног Краљевства, који је одржан у Јорку. Прво је био бољи од Дејла 6-4, затим је савладао О'Саливана 6-5 у тесној завршници, након заостатка 4-5. После овог меча Трамп је изјавио да је био "надигран" и да је "имао среће" што је прошао даље. Затим га је чекао окршај са Мегвајером, који је добио 6-3. У полуфиналу му је противник био Робертсон. Меч је био тесан и нервозан, а Трамп је након њега изјавио како је веровао да је Робертсон покуша(ва)о угушити његов природни стил игре "успоравањем" и "прављењем незгодних ситуација", али је на крају Трамп славио 9-7. У финалу га је чекао Марк Ален, који је одмах направио предност од 1-3. Међутим, Трамп је тада нанизао 7 фрејмова заредом, дошавши на 2 фрејма од престижне титуле. Упркос Аленовом снажном повратку у меч (освојио је 5 од идућих 6 фрејмова и смањио заостатак на 8-9), Трамп је брејком од 91 поена освојио 18. фрејм, а тиме и меч (10-8). Шестоструки освајач овог турнира, Стив Дејвис, рекао је да је Трампова игра током турнира показала да је он "предводник своје генерације" снукераша. Ова победа довела је Трмпа на 5. место WРВЅА-листе, што му је дотад био пласман каријере.
Наставио је са добром формом и дошао до полуфинала на Мастерсу. У 1. колу победио је Бингама, а након тога је још једном био бољи од О'Саливана (6-2), чиме је међусобни однос против О'Саливана побољшао на 5-2. У другом полуфиналу на другом узастопном великом турниру чекао га је поново Робертсон, који му се реванширао за пораз од прошлог месеца, победивши га 6-3.
У 1. колу СП 2012. победио је Доминика Дејла 10-7, иако је у 1. сесији играо под утицајем тровања храном. Ипак, у 2. колу поразио га је Али Картер 12-13, иако је водио 12-9, чиме је изгубио шансе да сезону заврши на 1. месту листе најбољих снукераша.

### 2012/2013.
Сезону је почео на Wuxi Classic-у. У 2. колу савладао је Дејла 5-1, али га је затим поразио Роберт Милкинс 3-5. Shanghai Masters-у стигао је до финала, у којем га је чекао Хигинс. Била је то реприза финала СП 2011. Трамп је силовито кренуо и дошао до предности 7-2, тако да су му недостајала само 3 фрејма до титуле, али се Хигинс ко зна који пут у каријери вратио из мртвих и на крају добио меч у одлучујућем фрејму (9-10).
Наредни рангирни турнир био је International Championship у Шенгдуу. Трамп је играо доста уверљиво; нешто више проблема имао је тек у четвртфиналу против Алена (6-5), те у финалу против Робертсона. Финале је било веома занимљиво, са доста преокрета и пропуштених прилика на обе стране. На крају је ипак славио Трамп 10-8, освојивши награду од 125.000 фунти.
Након тога су уследили мањи рангирни турнири: 4. турнир РТС-серије и Bulgarian Open. На оба је дошао до финала и оба пута противник му је био Хигинс, у размаку од само 4 дана. Прво финале добио је Хигинс (2-4), а друго Трамп (4-0).
У Премијер лиги Трамп је био победник своје групе и пласирао се у полуфинале, у којем је добио Робертсона 5-4. Међутим, у финалу је бољи био Бингам 2-7.
На Шампионату Уједињеног Краљевства дошао је као бранилац титуле. Жреб му је у 1. колу доделио Марка Џојса, 50. на WРВЅА-листи. Иако је водио 3-0 и 5-2, Трамп је изгубио посљедња 4 фрејма и доживио изненађујући пораз (5-6). Разочарење је додатно повећао Селби који је освојио турнир и тако се вратио на 1. место WРВЅА-листе након само 5 недеља.
Следећи турнир био је Мастерс. У 1. колу, тј. у 1/8 финала тијесно је побиједио Берија Хокинга 6-5, али га је у 1/4 финала изненађујуће лако савладао Грејм Дот 1-6. Ни на German Mastersu у Берлину није постигао запажен резултат. Изгубио је већ у 1. колу од Антонија Хамилтона 4-5.
На Wеlsh Openu дошао је до полуфинала, победивши Дејла, Хигинсона те изненађење турнира, Индијца Панкаја Адванија, али га је ту зауставио Мегвајер (4-6), који је на крају и освојио турнир. Ипак, овај резултат био је довољан Трампу да се врати на број 1 WРВЅА-листе будући да је Селбија већ у 1. колу изненађујуће лако поразио Пери (4-0). Он, међутим, није у томе видио неку утеху, рекавши да је освајање титула важније од броја 1: "Не налазим утеху вечерас због враћања на број 1. Желим освајати турнире и титуле, зато сам ту."На Wоrld Openu реванширао се Џојсу "помевши" га 5-0 и победивши затим и Бонда 5-1, да би га затим поразио Метју Стивенс 3-5. Трамп се квалификовао за РТС-финале завршивши други у укупном поретку, али је изгубио у 1. колу од Алфија Бурдена 3-4. Такођер је поражен у 1. колу China Opena 3–5 од свог доброг пријатеља, Лисовскија, предавши поново позицију број 1 Селбију и отишавши на Светско првенство у не баш доброј форми.
Изјавио је да се за ово првенство припремио боље него икад и у 1. колу победио је Дејла другу годину узастопно, овог пута 10-5. При водству 8-7 против Марка Фуа нанизао је 5 фрејмова и прошао у четвртфинале, у којем га је чекао Марфи. Трамп се из заостатка 3-8 вратио на 8-8 на крају 2. сесије. Меч је отишао у одлучујући фрејм, који је трајао 53 минуте, а добио га је Трамп на жутој кугли. У полуфиналу је играо против О'Саливана, али није успио капиталисати шансе које су се појављивале: иако је убацио макар 1 куглу у 24 од 28 одиграних фрејмова, успио је направити само 4 брејка већа од 50 поена у поразу 11-17. Након меча је рекао: "Вероватно сам у овом мечу играо најгоре на целом турниру. Вероватно бих с оваквом игром изгубио од било кога."

### 2013/2014.
На почетку ове сезоне био је на 3. месту ранг-листе. Кренуо је слабим резултатима, изгубивши у 1. колу на Wuxi Classica,Shanghai Mastersu и International Championshipu, а није се успео квалификовати ни за Indian Open. У новембру је ушао у финале Каy Suyanne Memorial Cupa, који спада у мање рангирне турнире, али је изгубио 1-4 од Марка Алена. Касније истог месеца постигао је свој први службени максимални брејк у поразу од Селбија у 1/16 финала Антверп Опена. Пласирао се у 4. коло Шампионата Уједињеног Краљевства, где га је поново савладао Ален (4-6), да би затим изгубио од Фуа у 1. колу Мастерса (5-6).
На German Mastersu изгубио је само 4 фрејма у 5 мечева до финала, што му је било прво финале на рангирном турниру у овој сезони. Чекао га је Ђинхуи. У 1. сесији Трамп је двапут имао 2 фрејма предности, али се на паузу отишло с изједначених 4-4. У 2. сесији изгубио је 5 од наредних 6 фрејмова, те је Ђинхуи победио 5-9. На Wеlsh Опpenu је изгубио у 1/8 финала од Хигинса (3-4). Хигинс га је затим још једном савладао, такође у 1/8 финала, овог пута резултатом 4-5 на Wоrld Оpenu иако је Трамп водио чак 4-0. Донекле је поправио утисак освајањем Лиге Шампиона (нерангирно такмичење), победивши у финалу Гулда 3-1.
У 1. колу Светског првенства савладао је Тома Форда, а затим и Рyана Даyа, прошавши тиме у четвртфинале, у којем је играо против Робертсона. Трамп је водио 6-2, 9-6 и 11-8, али се Робертсон одлучно вратио и добио посљедњих 5 фрејмова за победу 13-11. Након меча је добио критике због тога што није честитао Робертсону, који је постао први играч који је у једној сезони постигао 100 троцифрених брејкова већ само изишао из дворане. Касније је рекао да му Робертсоново постигнуће није значило ништа и да је одабрао да му честита након меча.

### 2014/2015.
Нову сезону почео је на Wuxi Classicu, где је испао у 3. колу. Међутим, поправио се већ на наредном турниру, Australian Openu, где је дошао до 4. рангирне титуле у каријери, поразивши у финалу Робертсона 9-5.

## Успеси

### Рангирана финала: 44 (29 победа, 16 пораза)
| Исход     | Година | Турнир                          | Противник у финалу | Резултат |
| --------- | ------ | ------------------------------- | ------------------ | -------- |
| Победник  | 2011   |                                 | Марк Селби         | 10 - 8   |
| Финалиста | 2011   | Светско првенство               | Џон Хигинс         | 15 - 18  |
| Победник  | 2011   | Првенство Уједињеног Краљевства | Марк Ален          | 10 - 8   |
| Финалиста | 2012   |                                 | Џон Хигинс         | 9 - 10   |
| Победник  | 2012   |                                 | Нил Робертсон      | 10 - 8   |
| Финалиста | 2014   |                                 | Динг Ђунхуеј       | 5 - 9    |
| Победник  | 2014   |                                 | Нил Робертсон      | 9 - 5    |
| Финалиста | 2014   | Првенство Уједињеног Краљевства | Рони О'Саливан     | 9 - 10   |
| Финалиста | 2015   |                                 | Кајрен Вилсон      | 9 - 10   |
| Победник  | 2016   |                                 | Рики Волден        | 10 - 4   |
| Победник  | 2016   |                                 | Рони О'Саливан     | 9 - 8    |
| Финалиста | 2016   |                                 | Лианг Венбо        | 6 - 9    |
| Финалиста | 2017   |                                 | Стјуарт Бингам     | 8 - 9    |
| Финалиста | 2017   |                                 | Шон Марфи          | 2 - 4    |
| Победник  | 2017   |                                 | Марко Фу           | 10 - 8   |
| Победник  | 2017   |                                 | Стјуарт Бингам     | 9 - 7    |
| Финалиста | 2017   |                                 | Рони О'Саливан     | 3 - 10   |
| Победник  | 2018   |                                 | Рони О'Саливан     | 10 - 7   |
| Победник  | 2019   |                                 | Алистер Картер     | 10 - 6   |
| Победник  | 2019   | Светско првенство               | Џон Хигинс         | 18 - 9   |
| Победник  | 2019   |                                 | Шон Марфи          | 10 - 3   |
| Победник  | 2019   |                                 | Тепчаја Ун-Ну      | 10 - 3   |
| Победник  | 2019   |                                 | Тепчаја Ун-Ну      | 10 - 3   |
| Победник  | 2019   |                                 | Рони О'Саливан     | 9 - 7    |
| Победник  | 2020   |                                 | Нил Робертсон      | 9 - 6    |
| Победник  | 2020   |                                 | Јан Бингтао        | 10 - 4   |
| Победник  | 2020   |                                 | Кајрен Вилсон      | 4 - 3    |
| Победник  | 2020   |                                 | Нил Робертсон      | 9 - 8    |
| Финалиста | 2020   |                                 | Кајрен Вилсон      | 1 - 3    |
| Победник  | 2020   |                                 | Рони О'Саливан     | 9 - 7    |
| Финалиста | 2020   | Првенство Уједињеног Краљевства | Нил Робертсон      | 9 - 10   |
| Победник  | 2020   | World Grand Prix                | Џек Лисовски       | 10 - 7   |
| Победник  | 2021   | German Masters                  | Џек Лисовски       | 9 - 2    |
| Победник  | 2021   | Gibraltar Open                  | Џек Лисовски       | 4 - 0    |
| Финалиста | 2022   | Welsh Open                      | Џо Пери            | 5 - 9    |
| Победник  | 2022   |                                 | Метју Селт         | 10 - 4   |
| Финалиста | 2022   | Светско првенство               | Рони О'Саливан     | 13 - 18  |
| Финалиста | 2023   |                                 | Марк Ален          | 9 - 10   |
| Финалиста | 2023   |                                 | Бари Хокинс        | 6 - 9    |
| Победник  | 2023   |                                 | Џанг Анда          | 9 - 7    |
| Победник  | 2023   |                                 | Алистер Картер     | 10 - 7   |
| Победник  | 2023   |                                 | Крис Вејклин       | 9 - 3    |
| Победник  | 2024   |                                 | Си Јиахуи          | 10 - 5   |
| Победник  | 2024   |                                 | Динг Ђунхуеј       | 10 - 4   |
| Финалиста | 2024   |                                 | Кајрен Вилсон      | 8 - 10   |
| Победник  | 2024   |                                 | Марк Вилијамс      | 10 - 9   |
| Финалиста | 2024   |                                 | Кајрен Вилсон      | 3 - 9    |

### Не-рангирана финала: 13 (8 победа, 5 пораза)
|           | Година | Турнир                   | Противник у финалу | Резултат |
| --------- | ------ | ------------------------ | ------------------ | -------- |
| Победник  | 2008   | Masters Qualifying Event | Марк Џојс          | 6 – 1    |
| Победник  | 2009   | Championship League      | Марк Селби         | 3 – 2    |
| Финалиста | 2012   | Championship League      | Динг Ђунхуеј       | 1 – 3    |
| Финалиста | 2012   | Premier League           | Стјуарт Бингам     | 2 – 7    |
| Победник  | 2014   | Championship League      | Мартин Гулд        | 3 – 1    |
| Финалиста | 2014   | Champion of Champions    | Roни O'Саливан     | 7 – 10   |
| Победник  | 2015   | World Grand Prix         | Roни O'Саливан     | 10 – 7   |
| Победик   | 2016   | Championship League      | Roни O'Саливан     | 3 – 2    |
| Победник  | 2019   | Мастерс                  | Roни O'Саливан     | 10 – 4   |
| Финалиста | 2019   | Champion of Champions    | Нил Roбертсон      | 9 – 10   |
| Победник  | 2021   | Champion of Champions    | Џон Хигинс         | 10 – 4   |
| Финалиста | 2022   | Champion of Champions    | Рони О'Саливан     | 6 – 10   |
| Победник  | 2023   | Мастерс                  | Марк Вилијамс      | 10 – 8   |

### Успех на светском првенству по сезонама
| 2005/06 | 2006/07 | 2007/08 | 2008/09 | 2009/10 | 2010/11 | 2011/12 | 2012/13 | 2013/14 | 2014/15 | 2015/16 | 2016/17 | 2017/18 | 2018/19 | 2019/20 | 2020/21 | 2021/22 |
| ------- | ------- | ------- | ------- | ------- | ------- | ------- | ------- | ------- | ------- | ------- | ------- | ------- | ------- | ------- | ------- | ------- |
| КВ      | 1Р      | КВ      | КВ      | КВ      | Ф       | 2Р      | ПФ      | ЧФ      | ПФ      | 2Р      | 1Р      | ЧФ      | П       | ЧФ      | ЧФ      | Ф       |

Легенда:
- КВ = Пораз у квалификацијама
- xР = Пораз у x Рунди
- ЧФ = Четвртфинале
- ПФ = Полуфинале
- Ф = Финале
- П = Победа